# Грум-Гржимайло
Грум-Гржимайло (пол. Grum-Grzymajło) — польский дворянский род.
Род герба Гржимала, происходящий от хорунжего петыгорского Луки Грум-Гржимайло, владевшего поместьями в 1647 году. Его потомство внесено в VI часть родословной книги Могилевской и Симбирской губерний.
- Грум-Гржимайло, Владимир Ефимович (1864—1928) — русский и советский учёный, изобретатель и инженер-металлург.
- Грум-Гржимайло, Григорий Ефимович (1860—1936) — русский и советский путешественник и естествоиспытатель, брат В. Е. Грум-Гржимайло и М. Е. Грум-Гржимайло.
- Грум-Гржимайло, Кондратий Иванович (1794—1874) — один из первых русских врачей-писателей.
- Грум-Гржимайло, Михаил Ефимович (1861—1921) — русский военный, путешественник, изобретатель, брат В. Е. Грум-Гржимайло и Г. Е. Грум-Гржимайло.
- Грум-Гржимайло, Николай Алексеевич — советский инженер, специалист по сварке, лауреат Государственной премии (1968).
- Грум-Гржимайло, Тамара Николаевна (1929—2007) — музыковед; жена Н. А. Грум-Гржимайло.

## Описание герба
В.у. герб Моисея Грум-Гржимайло, статского советника (24 февраля 1861): «В золотом поле червлёная, увенчанная тремя о трёх зубцах башнями, стена с серебряными швами и открытыми золотыми воротами, в которых чёрный в латах воин с поднятым, направленным к удару, мечом. Нашлемник: пять золотых павлиньих перьев, обременённых тремя червлёными о трех зубцах башнями. Намёт червлёный с золотом.»